# ICN TV
Das American ICN TV Network, kurz ICN TV, ist ein chinesischsprachiges amerikanisches Fernsehnetwork. Es hat die  höchste chinesische Zuschauerzahl in Nordamerika. ICN TV wird seit 2009 von Beauty Media betrieben. Der Fernsehsender hat sich auf chinesische Themen spezialisiert und betreibt sein 24-Stundenprogramm in englischer und chinesischer Sprache. Die Zuschauerzahl wird mit 100 Millionen angegeben. 
Der Fernsehsender ist in folgenden Großstädten zu empfangen:
- ICN44.6 Los Angeles, chinesischer Kanal
- ICN44.8 Los Angeles, englischer Kanal
- ICN24.2 New York, chinesischer Kanal
- ICN24.3 New York, englischer Kanal
- ICN26.4 San Francisco, englischer Kanal
- ICN55.5 Houston, chinesischer Kanal
- ICN44.3 Seattle, chinesischer Kanal